# Isaac Shai
Isaac Shai (ur. 26 lutego 1971) – południowoafrykański piłkarz grający na pozycji pomocnika. W reprezentacji Republiki Południowej Afryki rozegrał 7 meczów.

## Kariera klubowa
Przez całą karierę piłkarską Shai był związany z klubem Mamelodi Sundowns. W 1992 roku zadebiutował w jego barwach w pierwszej lidze południowoafrykańskiej. W Mamelodi Sundowns grał do końca sezonu 2003/2004. Wraz z zespołem Mamelodi Sundowns czterokrotnie wywalczył mistrzostwo Republiki Południowej Afryki w latach 1993, 1998, 1999 i 2000. Zdobył również Rothmans Cup w 1999 roku. W Mamelodi Sundowns wystąpił 315 razy w meczach ligowych i zdobył w nich 46 bramek.
| Sezon   | Klub              | Kraj              | Rozgrywki             | Mecze | Bramki |
| ------- | ----------------- | ----------------- | --------------------- | ----- | ------ |
| 1992    | Mamelodi Sundowns | Południowa Afryka | I. liga               | 4     | 1      |
| 1993    | Mamelodi Sundowns | Południowa Afryka | I. liga               | 18    | 2      |
| 1994    | Mamelodi Sundowns | Południowa Afryka | I. liga               | 26    | 3      |
| 1995    | Mamelodi Sundowns | Południowa Afryka | I. liga               | 38    | 2      |
| 1996/97 | Mamelodi Sundowns | Południowa Afryka | Premier Soccer League | 31    | 11     |
| 1997/98 | Mamelodi Sundowns | Południowa Afryka | Premier Soccer League | 39    | 8      |
| 1998/99 | Mamelodi Sundowns | Południowa Afryka | Premier Soccer League | 25    | 4      |
| 1999/00 | Mamelodi Sundowns | Południowa Afryka | Premier Soccer League | 35    | 6      |
| 2000/01 | Mamelodi Sundowns | Południowa Afryka | Premier Soccer League | 33    | 5      |
| 2001/02 | Mamelodi Sundowns | Południowa Afryka | Premier Soccer League | 27    | 0      |
| 2002/03 | Mamelodi Sundowns | Południowa Afryka | Premier Soccer League | 28    | 4      |
| 2003/04 | Mamelodi Sundowns | Południowa Afryka | Premier Soccer League | 11    | 0      |

## Kariera reprezentacyjna
W reprezentacji Republiki Południowej Afryki Shai zadebiutował w 1997 roku. W 2000 roku zagrał w 1 meczu Pucharu Narodów Afryki 2000, o 3. miejsce z Tunezją (4:3). W kadrze narodowej od 1997 do 2002 roku rozegrał 7 meczów.